# Saint-Jean-de-Blaignac
Saint-Jean-de-Blaignac è un comune francese di 393 abitanti situato nel dipartimento della Gironda nella regione della Nuova Aquitania.

## Società

### Evoluzione demografica
Abitanti censiti